# Esmeralda
För andra betydelser, se Esmeralda (olika betydelser).

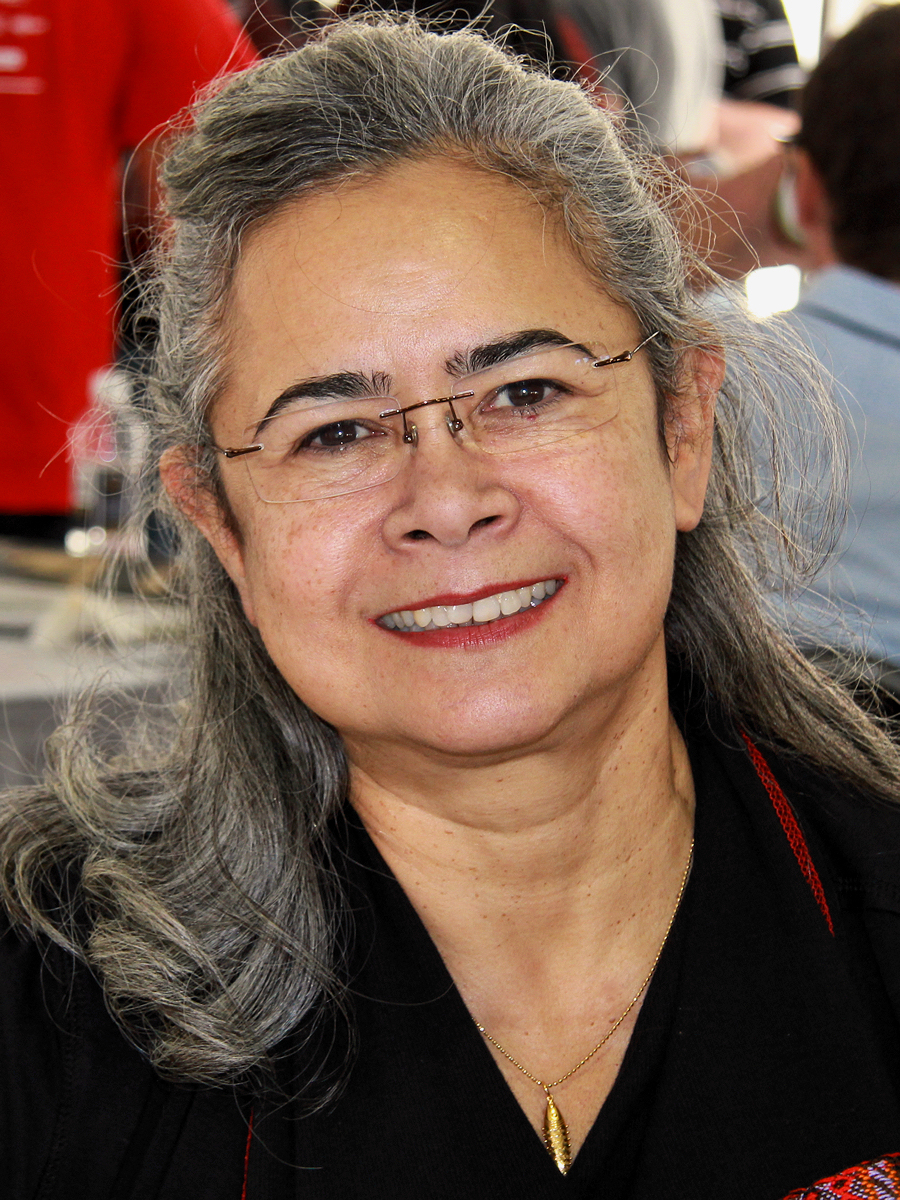
Esmeralda Santiago, 2012.

Esmeralda är ett spanskt kvinnonamn som är bildat av det medeltidslatinska ordet smaraldus som i sin tur härstammar från det grekiska ordet smaragdos med betydelsen lysande.
Den 31 december 2014 fanns det totalt 1 292 kvinnor folkbokförda i Sverige med namnet Esmeralda, varav 509 bar det som tilltalsnamn.
Namnsdag: saknas

## Personer med namnet Esmeralda
- Esmeralda García, brasiliansk friidrottare
- Esmeralda Moberg, svensk musiker och radiopratare
- Caro Emerald, eg. Caroline Esmeralda van der Leeuw
- Esmeralda Vidfar, svensk kläddesigner
- Esmeralda "Lilla hjärtat" Gustafsson, svenskt kriminalfall från 2020

## Fiktiva karaktärer med namnet Esmeralda
- Esmeralda, en zigenarflicka  i Ringaren i Notre Dame
- Katten Esmeralda tillhörande Elsa Beskows tant Grön, tant Brun och tant Gredelin
- Huvudpersonen Esmeralda i flera barnböcker av Anna Carin Eurelius
- Esmeralda Vädervax, en häxa i Terry Pratchetts bokserie om Skivvärlden